# Takaaki Nakagami
Pour les articles homonymes, voir Nakagami.
Takaaki Nakagami (中上 貴晶, Nakagami Takaaki) né le 9 février 1992 à Chiba, est un pilote japonais de vitesse moto, engagé en MotoGP.
Il pilote une Honda RC213V pour le team LCR Honda . Il est le coéquipier de Johann Zarco.

## L'unique japonais du MotoGP

### LCR Honda Idemitsu - Honda RC213Vno30
Takaaki Nakagami fait ses débuts en compétition en 1996, à l'âge de 4 ans sur des pockets bikes. Il poursuit ensuite dans cette voie avec la mini moto puis commence des courses de 125 en 2004, à l'âge de 12 ans. En championnat japonais, il se distingue notamment par sa précocité puis commence à concourir en championnat espagnol et devient le plus jeune Champion du Japon en 125.
Ses bons résultats lui valent de participer à son premier Grand Prix en 2007 lors de la finale à Valence, mais le natif de Chiba ne terminera pas la course.
Il rejoint alors l'écurie I.C Aprilia et commence sa carrière en Grand Prix 125 en 2008. 24e de sa première année, il se tourne vers le team Ongetta pour sa deuxième saison en 2009. En retrait sur les Grands Prix et malgré plusieurs propositions, il décide de revenir aux compétitions japonaises pour poursuivre son apprentissage.
En 2010, il rejoint ainsi le Harc-Pro Team en Japanese ST600 et au guidon d'une Honda CBR600RR. Vainqueur de la première course, il ne termine que 8e de la saison.
L'année suivante il reste avec la même équipe, mais passe en J-GP2, le Moto2 japonais. Il remporte 5 courses et décroche le titre. Cette même année, il est également invité par Italtrans en tant que Wildcard au Grand Prix du Japon en Moto2.
Italtrans lui propose alors une place pour la saison 2012. Nakagami fait alors son retour en Grand Prix en Moto2. Pour cette première année, il parvient à atteindre la 5e place en course à Jerez.
En 2013, il se fait remarquer en signant son premier podium lors de la course d'ouverture au Qatar. Il rééditera cette performance 4 fois de plus dans la saison dont 3 poles positions.
Il rejoint l'écurie Idemitsu Honda Team Asia en 2013. Il monte sur le podium à Losail, mais est disqualifié pour raisons techniques. La suite de la saison est compliquée et Nakagami retombe dans les limbes du classement.
En 2015, il parvient à renouer avec le podium et à réintégrer le top 10 du championnat. 
En 2016, il signe sa première victoire en Grand Prix et monte sur 4 podiums. Il réédite les mêmes performances en 2017.
Et alors que le MotoGP ne compte plus aucun représentant japonais depuis le départ d'Hiroshi Aoyama, Honda, pour qui il roule depuis 4 ans, lui propose d'y concourir en intégrant le team LCR en 2018. 
Son début de saison 2019 est très encourageant alors qu'il se classe systématiquement dans le top 10 et, malgré un abandon en France, parvient même à se hisser jusqu'à la 5e place. Une blessure à l'épaule viendra cependant le gêner par la suite et Nakagami décide de faire l'impasse sur les trois dernières courses pour se faire opérer. Il cède alor sa Honda RC213V au Français Johann Zarco pour les trois derniers Grands Prix de la saison.
En 2020, toujours chez LCR, il termine 12 courses sur 14 dans le top 10, les deux autres étant des abandons. Sa régularité le conduit à la 10e place du championnat..
Takaaki Nakagami restera dans le giron de Honda pour le Championnat du monde MotoGP 2021 et au-delà après la signature d'un accord pluriannuel.

## Palmarès

### Victoires en Moto2: 2
| Année | Lieu du Grand Prix                 | Circuit                | Ville       |
| ----- | ---------------------------------- | ---------------------- | ----------- |
| 2016  | Grand Prix moto des Pays-Bas       | TT Circuit Assen       | Assen       |
| 2017  | Grand Prix moto de Grande-Bretagne | Circuit de Silverstone | Silverstone |

## Carrière en Grand Prix

### Par saison
(Mise à jour après le Grand Prix moto solidaire de Barcelone 2024)
| Saison | Catégorie | Équipe                   | Moto    | Type          | Course | Victoire | Podiums | Poles | Meilleurs tours | Pts  | Position |
| ------ | --------- | ------------------------ | ------- | ------------- | ------ | -------- | ------- | ----- | --------------- | ---- | -------- |
| 2007   | 125 cm³   | MotoGP Academy           | Honda   | Honda RS125R  | 1      | 0        | 0       | 0     | 0               | 0    | NC       |
| 2008   | 125 cm³   | I.C. Team                | Aprilia | Aprilia RS125 | 17     | 0        | 0       | 0     | 0               | 12   | 24e      |
| 2009   | 125 cm³   | Ongetta Team I.S.P.A.    | Aprilia | Aprilia RS125 | 16     | 0        | 0       | 0     | 0               | 43   | 16e      |
| 2012   | Moto2     | Italtrans Racing Team    | Kalex   | Kalex Moto2   | 17     | 0        | 0       | 0     | 0               | 56   | 15e      |
| 2013   | Moto2     | Italtrans Racing Team    | Kalex   | Kalex Moto2   | 16     | 0        | 5       | 3     | 0               | 148  | 8e       |
| 2014   | Moto2     | IDEMITSU Honda Team Asia | Kalex   | Kalex Moto2   | 18     | 0        | 0       | 0     | 0               | 34   | 22e      |
| 2015   | Moto2     | IDEMITSU Honda Team Asia | Kalex   | Kalex Moto2   | 18     | 0        | 1       | 0     | 0               | 100  | 8e       |
| 2016   | Moto2     | IDEMITSU Honda Team Asia | Kalex   | Kalex Moto2   | 18     | 1        | 4       | 1     | 1               | 169  | 6e       |
| 2017   | Moto2     | IDEMITSU Honda Team Asia | Kalex   | Kalex Moto2   | 18     | 1        | 4       | 1     | 0               | 137  | 7e       |
| 2018   | MotoGP    | LCR Honda                | Honda   | Honda RC213V  | 18     | 0        | 0       | 0     | 0               | 33   | 20e      |
| 2019   | MotoGP    | LCR Honda                | Honda   | Honda RC213V  | 16     | 0        | 0       | 0     | 0               | 74   | 13e      |
| 2020   | MotoGP    | LCR Honda                | Honda   | Honda RC213V  | 14     | 0        | 0       | 1     | 0               | 116  | 10e      |
| 2021   | MotoGP    | LCR Honda                | Honda   | Honda RC213V  | 18     | 0        | 0       | 0     | 0               | 76   | 15e      |
| 2022   | MotoGP    | LCR Honda                | Honda   | Honda RC213V  | 17     | 0        | 0       | 0     | 0               | 48   | 18e      |
| 2023   | MotoGP    | LCR Honda                | Honda   | Honda RC213V  | 20     | 0        | 0       | 0     | 0               | 56   | 18e      |
| 2024   | MotoGP    | LCR Honda                | Honda   | Honda RC213V  | 20     | 0        | 0       | 0     | 0               | 31   | 19e      |
| Total  |           |                          |         |               | 262    | 2        | 14      | 6     | 1               | 1135 |          |

### Par catégorie
(Mise à jour après le Grand Prix moto solidaire de Barcelone 2024)
| Catégorie | Année            | 1er GP   | 1er Podium | 1re Victoire | Courses | Victoires | Podiums | Pole | M.tours¹ | Points | Titres |
| --------- | ---------------- | -------- | ---------- | ------------ | ------- | --------- | ------- | ---- | -------- | ------ | ------ |
| 125 cm3   | 2007-2009        | VAL 2007 |            |              | 34      | 0         | 0       | 0    | 0        | 55     | 0      |
| Moto2     | 2012-2017        | QAT 2012 | QAT 2013   | NED 2016     | 105     | 2         | 14      | 5    | 1        | 646    | 0      |
| MotoGP    | 2018-            | QAT 2018 |            |              | 123     | 0         | 0       | 1    | 0        | 434    | 0      |
| Total     | 2007-2009; 2012- |          |            |              | 262     | 2         | 14      | 6    | 1        | 1135   | 0      |

### Statistiques par course
| Année | Catégorie | Moto    | 1       | 2       | 3       | 4       | 5       | 6       | 7       | 8       | 9       | 10      | 11      | 12     | 13      | 14      | 15      | 16      | 17      | 18      | 19      | 20     | Pos | Pts |
| ----- | --------- | ------- | ------- | ------- | ------- | ------- | ------- | ------- | ------- | ------- | ------- | ------- | ------- | ------ | ------- | ------- | ------- | ------- | ------- | ------- | ------- | ------ | --- | --- |
| 2007  | 125 cm³   | Honda   | QAT     | ESP     | TUR     | CHI     | FRA     | ITA     | CAT     | GBR     | P-B     | ALL     | RTC     | RSM    | POR     | JPN     | AUS     | MAL     | VAL Ab. |         |         |        | NC  | 0   |
| 2008  | 125 cm³   | Aprilia | QAT 19  | ESP 15  | POR 19  | CHI Ab. | FRA 16  | ITA 16  | CAT 22  | GBR 8   | P-B Ab. | ALL 18  | RTC Ab. | RSM 19 | IND Ab. | JPN 13  | AUS Ab. | MAL Ab. | VAL 16  |         |         |        | 24e | 12  |
| 2009  | 125 cm³   | Aprilia | QAT 20  | JPN 20  | ESP 16  | FRA 5   | ITA 15  | CAT 15  | P-B 17  | ALL Ab. | GBR 5   | RTC 19  | IND 9   | RSM 20 | POR 11  | AUS 18  | MAL 11  | VAL 14  |         |         |         |        | 16e | 43  |
| 2011  | Moto2     | Suter   | QAT     | SPA     | POR     | FRA     | CAT     | GBR     | NED     | ITA     | GER     | CZE     | IND     | RSM    | ARA     | JAP DNS | AUS     | MAL     | VAL     |         |         |        | NC  | 0   |
| 2012  | Moto2     | Kalex   | QAT 14  | SPA 5   | POR 18  | FRA Ab. | CAT 6   | GBR 19  | NED 12  | GER 19  | ITA 7   | IND 16  | CZE 17  | RSM 11 | ARA 29  | JAP 7   | MAL Ab. | AUS 9   | VAL Ab. |         |         |        | 15e | 57  |
| 2013  | Moto2     | Kalex   | QAT 3   | AME Ab. | ESP 4   | FRA Ab. | ITA Ab. | CAT 5   | NED DNS | ALL 10  | IND 2   | CZE 2   | GBR 2   | RSM 2  | ARA 11  | MAL 8   | AUS 22  | JAP 9   | VAL 13  |         |         |        | 8e  | 149 |
| 2014  | Moto2     | Kalex   | QAT DSQ | AME 11  | ARG 15  | SPA Ab. | FRA 16  | ITA 16  | CAT 13  | NED 14  | GER 21  | IND 11  | CZE 19  | GBR 15 | RSM 10  | ARA 15  | JAP 13  | AUS 11  | MAL Ab. | VAL 14  |         |        | 22e | 34  |
| 2015  | Moto2     | Kalex   | QAT 14  | AME 10  | ARG 20  | SPA 17  | FRA 7   | ITA 13  | CAT 20  | NED 13  | GER 7   | IND 9   | CZE 12  | GBR 14 | RSM 3   | ARA 8   | JAP 22  | AUS 4   | MAL 4   | VAL 11  |         |        | 8e  | 100 |
| 2016  | Moto2     | Kalex   | QAT 14  | ARG 9   | AME 15  | SPA 7   | FRA 5   | ITA 9   | CAT 3   | NED 1   | GER 11  | AUT 7   | CZE Ab. | GBR 3  | RSM 3   | ARA 5   | JAP 4   | AUS 5   | MAL 21  | VAL 6   |         |        | 6e  | 169 |
| 2017  | Moto2     | Kalex   | QAT 3   | ARG Ab. | AME 3   | SPA 21  | FRA 7   | ITA Ab. | CAT 10  | NED 3   | GER 10  | CZE 24  | AUT 6   | GBR 1  | RSM 10  | ARA 8   | JAP 6   | AUS Ab. | MAL Ab. | VAL 7   |         |        | 7e  | 137 |
| 2018  | MotoGP    | Honda   | QAT 17  | ARG 13  | AME 14  | SPA 12  | FRA 15  | ITA 18  | CAT Ab. | NED 19  | GER Ab. | CZE 17  | AUT 15  | GBR C  | RSM 13  | ARA 12  | THA 22  | JAP 15  | AUS 14  | MAL 14  | VAL 6   |        | 20e | 33  |
| 2019  | MotoGP    | Honda   | QAT 9   | ARG 7   | AME 10  | SPA 9   | FRA Ab. | ITA 5   | CAT 8   | NED Ab. | GER 14  | CZE 9   | AUT 11  | GBR 17 | RSM 18  | ARA 10  | THA 10  | JAP 16  | AUS     | MAL     | VAL     |        | 13e | 74  |
| 2020  | MotoGP    | Honda   | SPA 10  | ANC 4   | CZE 8   | AUT 6   | STY 7   | RSM 9   | EMR 6   | CAT 7   | FRA 7   | ARA 5   | TER Ab. | EUR 4  | VAL Ab. | POR 5   |         |         |         |         |         |        | 10e | 116 |
| 2021  | MotoGP    | Honda   | QAT Ab. | DOH 17  | POR 10  | ESP 4   | FRA 7   | ITA Ab. | CAT 13  | GER 13  | NED 9   | STY 5   | AUT 13  | GBR 13 | ARA 10  | RSM 10  | AME 17  | EMR 15  | ALG 11  | VAL Ab. |         |        | 15e | 76  |
| 2022  | MotoGP    | Honda   | QAT 10  | INA 19  | ARG 12  | AME 14  | POR 16  | SPA 7   | FRA 7   | ITA 8   | CAT Ab. | GER Ab. | NED 12  | GBR 13 | AUT Ab. | RSM 15  | ARA Ab. | JAP 20  | THA INJ | AUS INJ | MAL INJ | VAL 14 | 18e | 48  |
| 2023  | MotoGP    | Honda   | POR 12  | ARG 13  | AME Ab. | ESP 9   | FRA 19  | ITA 13  | ALL 14  | NED 8   | GBR 16  | AUT 18  | CAT 15  | RSM 19 | IND 11  | JPN 11  | INA 11  | AUS 19  | THA 14  | MAL 18  | QAT 19  | VAL 12 | 18e | 56  |
| 2024  | MotoGP    | Honda   | QAT 19  | POR 14  | AME Ab. | ESP 14  | FRA 14  | CAT 14  | ITA Ab. | NED 16  | ALL 14  | GBR 15  | AUT 14  | ARA 12 | RSM 13  | EMI 17  | INA 12  | JPN 13  | AUS 18  | THA 13  | MAL Ab. | SLD 17 | 19e | 31  |

*Saison en cours